# Сербия и Черногория на Олимпийских играх
Сербия и Черногория участвовала в Олимпийских играх с 1992 по 2006 год. С 2006 года Сербия и Черногория стали выступать как независимые государства.

## История
Югославия участвовала в каждой летней Олимпиаде (1920—1988) и в зимних играх с 1924 по 1988 (кроме 1936 и 1960). После распада Югославии в 1991—1992 годах Словения и Хорватия уже на Олимпиаде в Барселоне выступали отдельными государствами, а Югославия была представлена Боснией и Герцеговиной, Македонией, Сербией и Черногорией. На Зимней Олимпиаде 1992 года Югославия в последний раз выступила, как государство.
СРЮ была образована Сербией и Черногорией. Однако решение 757 Совета безопасности ООН (30 мая 1992) гласило:

Нужно сделать необходимые шаги, чтобы предотвратить участие в спортивных событиях СРЮ

 —Paragraph 8(b)
Несмотря на это, МОК принял решение, что атлеты из Сербии и Черногории (а также из Македонии) могут принять участие в Олимпийских играх 1992 года в Барселоне. Но они должны были соревноваться, как независимые олимпийские участники: они должны носить белую одежду, одеваться без отличительных знаков, использовать Олимпийский гимн и Олимпийский флаг. Независимые олимпийские участники не могли участвовать в церемонии открытия и закрытия игр. Команда из 52 спортсменов выиграла 3 медали в стрельбе. Ограничение означало, что мужские и женские команды по водному поло, баскетболу, гандболу не могли участвовать в играх.
Длительные санкции означали, что спортсмены не могли готовиться к Зимней Олимпиаде 1994 года. Санкции были отменены к следующему году.
На Летних Олимпийских играх 1996 команда приняла участие, используя тот же кодекс, как свободная страна, несмотря на то, что СРЮ не была признана преемником Югославии. Команда из 68 спортсменов завоевало на играх 4 медали. В 2000 году, в Сиднее команда из 111 спортсменов завоевала 3 медали.
В 2003 году СРЮ создала единый союз — Сербия и Черногория. Впервые на Летней Олимпиаде 2004 Сербия и Черногория выступила как новая страна, завоевав 2 медали.
После черногорского референдума независимости в 2006 году был расторгнут государственный союз между странами. На Олимпиаде-2008 Сербия и Черногория выступали независимыми государствами.

## Медалинезависимых олимпийских участников
| Медаль  | Спортсмен         | Олимпийские игры | Вид      | Дисциплина                                          |
| ------- | ----------------- | ---------------- | -------- | --------------------------------------------------- |
| Серебро | Ясна Шекарич      | 1992 Барселона   | Стрельба | Женщины, Стрельба из пневматического пистолета, 10м |
| Бронза  | Аранка Биндер     | 1992 Барселона   | Стрельба | Женщины, Пневматическая винтовка                    |
| Бронза  | Стеван Плетикосич | 1992 Барселона   | Стрельба | Мужчины, Произвольная винтовка лежа                 |

## Медали
| Медаль  | Спортсмен                                    | Олимпийские игры | Вид         | Дисциплина                                                |
| ------- | -------------------------------------------- | ---------------- | ----------- | --------------------------------------------------------- |
| Золото  | Александра Ивошев                            | 1996 Атланта     | Стрельба    | Женщины, Стрельба из пневматической винтовки, 3 положения |
| Серебро | Мужская национальная команда по баскетболу   | 1996 Атланта     | Баскетбол   | Мужское соревнование                                      |
| Бронза  | Александра Ивошев                            | 1996 Атланта     | Стрельба    | Женщины, Пневматическая винтовка                          |
| Бронза  | Мужская национальная команда по волейболу    | 1996 Атланта     | Волейбол    | Мужское соревнование                                      |
| Золото  | Мужская национальная команда по волейболу    | 2000 Сидней      | Волейбол    | Мужское соревнование                                      |
| Серебро | Ясна Шекарич                                 | 2000 Сидней      | Стрельба    | Женщины, Стрельба из пневматического пистолета, 10м       |
| Бронза  | Мужская национальная команда по водному поло | 2000 Сидней      | Водное поло | Мужское соревнование                                      |
| Серебро | Ясна Шекарич                                 | 2004 Афины       | Стрельба    | Женщины, Стрельба из пневматического пистолета, 10м       |
| Серебро | Мужская национальная команда по водному поло | 2004 Афины       | Водное поло | Мужское соревнование                                      |

## Медальный зачёт
| Игры         | Золото | Серебро | Бронза | Всего |
| ------------ | ------ | ------- | ------ | ----- |
| 1996 Атланта | 1      | 1       | 2      | 4     |
| 2000 Сидней  | 1      | 1       | 1      | 3     |
| 2004 Афины   | 0      | 2       | 0      | 2     |
| Итого        | 2      | 4       | 3      | 9     |